# Койоакан

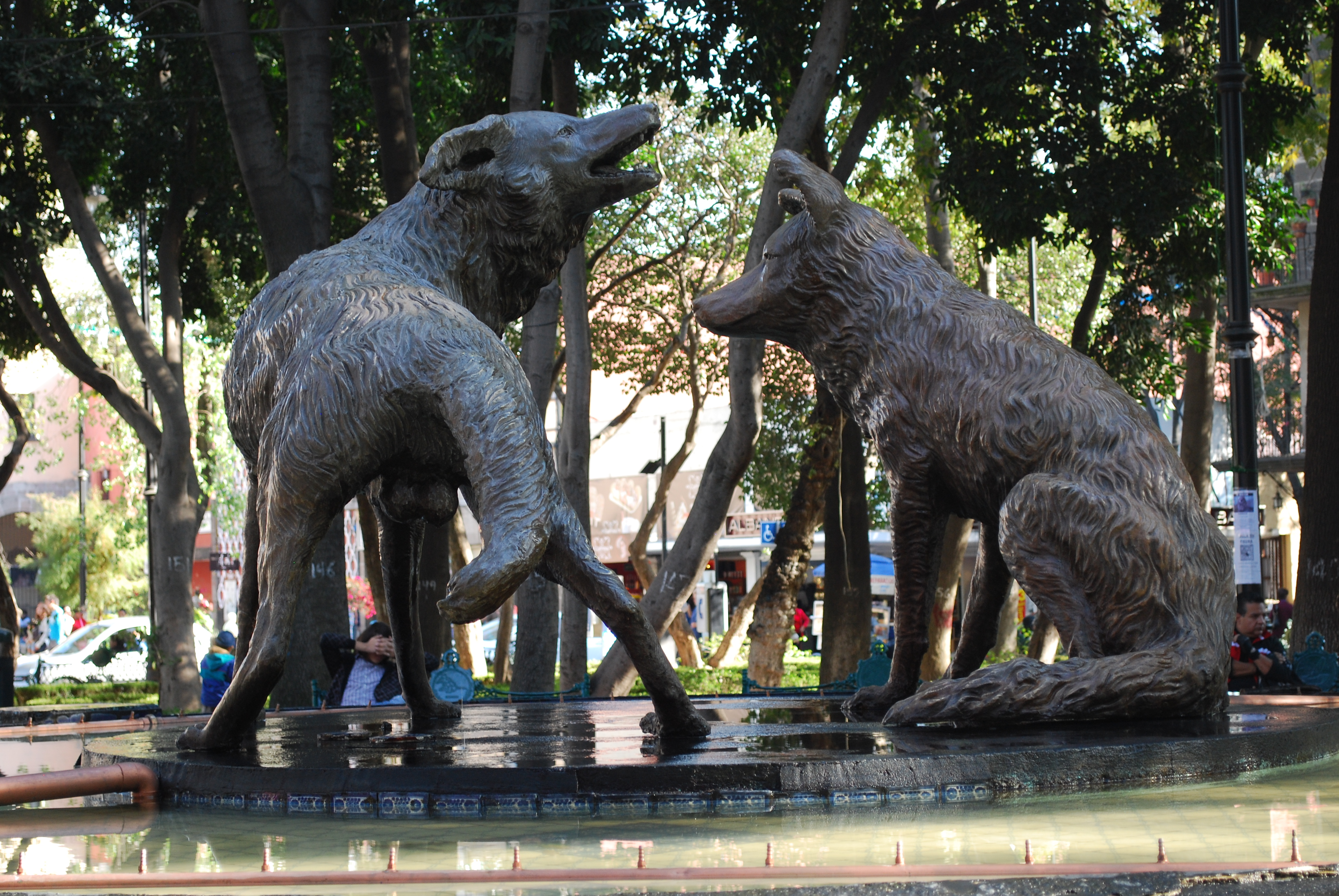
Фонтан Койотів у Jardín Centenario (Сад Сторіччя)

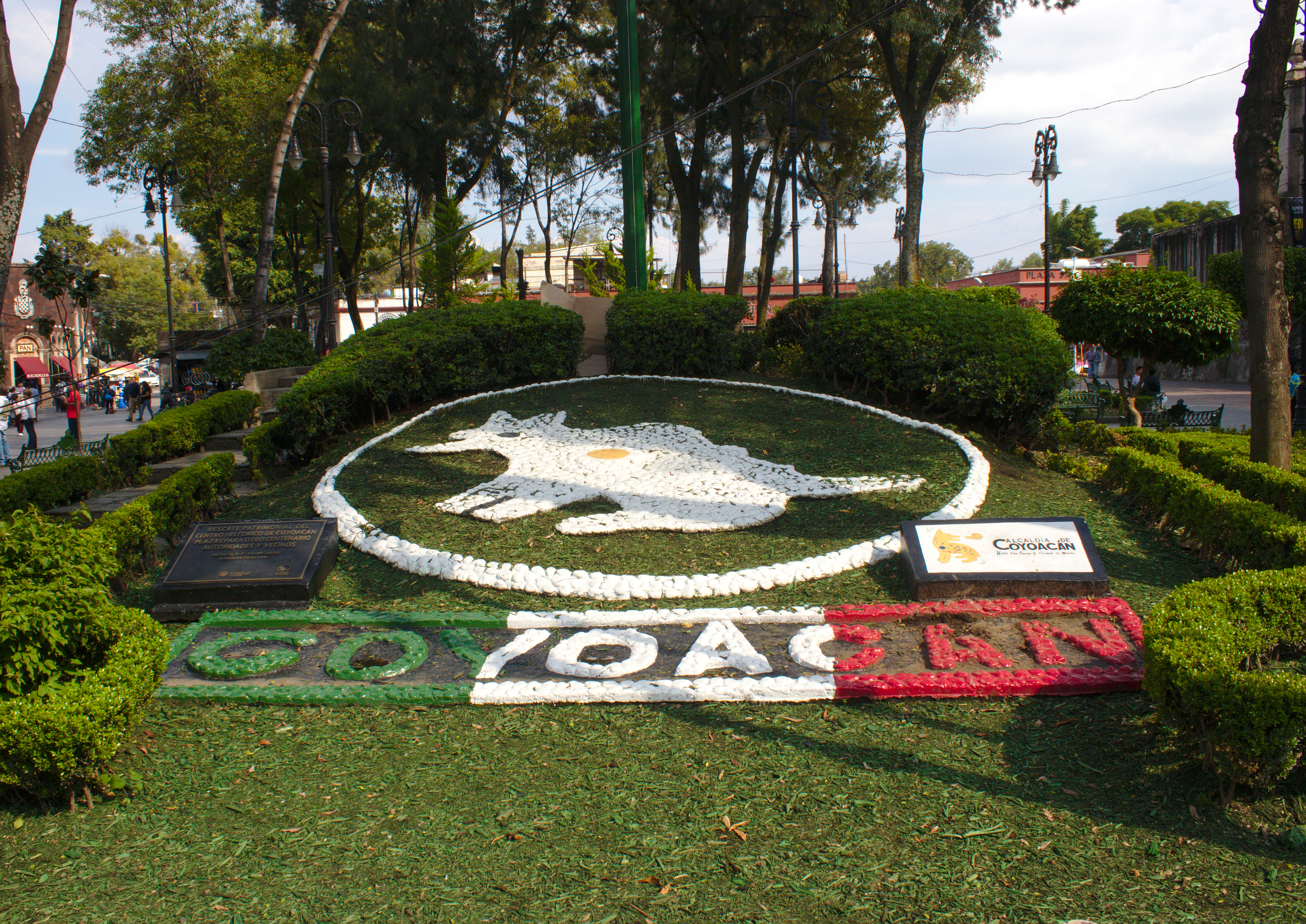
Герб Койоакана

Койоакан (англ.: /ˌkɔɪoʊəˈkɑːn/ KOY-oh-ə-KAHN, ісп: [koʝoaˈkan] ⓘ, отомі: Ndemiñ'yo) — місто і передмістя Мехіко у Федеральному окрузі, центральна Мексика. Населення 620 416. Койоакан був першою столицею Нової Іспанії. 

## Історія
Койоакан — «боро» або міський район (територіальна демаркація) у місті Мехіко. Колишнє поселення зараз є "історичним центром" району. Назва походить з мови науатль і, найімовірніше, означає "місце койотів", так ацтеки називали доіспанське поселення на південному березі озера Тескоко, де домінував народ тепанеків. Налаштоване проти ацтекського панування тепанеки об'єднувалося з іспанцями, які використовували дану територію як головне управління під час іспанського завоювання Ацтекської імперії й зробили її першою столицею Нової Іспанії в період між 1521 і 1523 роками.

Мапа розташування району Койоакан в Мехіко

Селище, а пізніше муніципалітет, Койоакан залишався незалежними від Мехіко протягом колоніального періоду до 19 століття. У 1857 році територія була включена до складу тодішнього Федерального округу, коли його було розширено, а у 1928 році було заново розділено на шістнадцять районів. Міська експансія Мехіко досягла Койоакану в середині 20 століття, перетворивши навколишні ферми, озера та ліси на урбаністичні та індустріально розвинені райони, але багато з колишніх селищ зберегли своє початкове планування: там збереглись старовинні площі та вузькі вулиці з будівлями від 16-го до початку 20 ст. Це зробило район Койоакан, особливо його історичний центр, популярним місцем для туристичних візитів та відвідувань у вихідні дні.

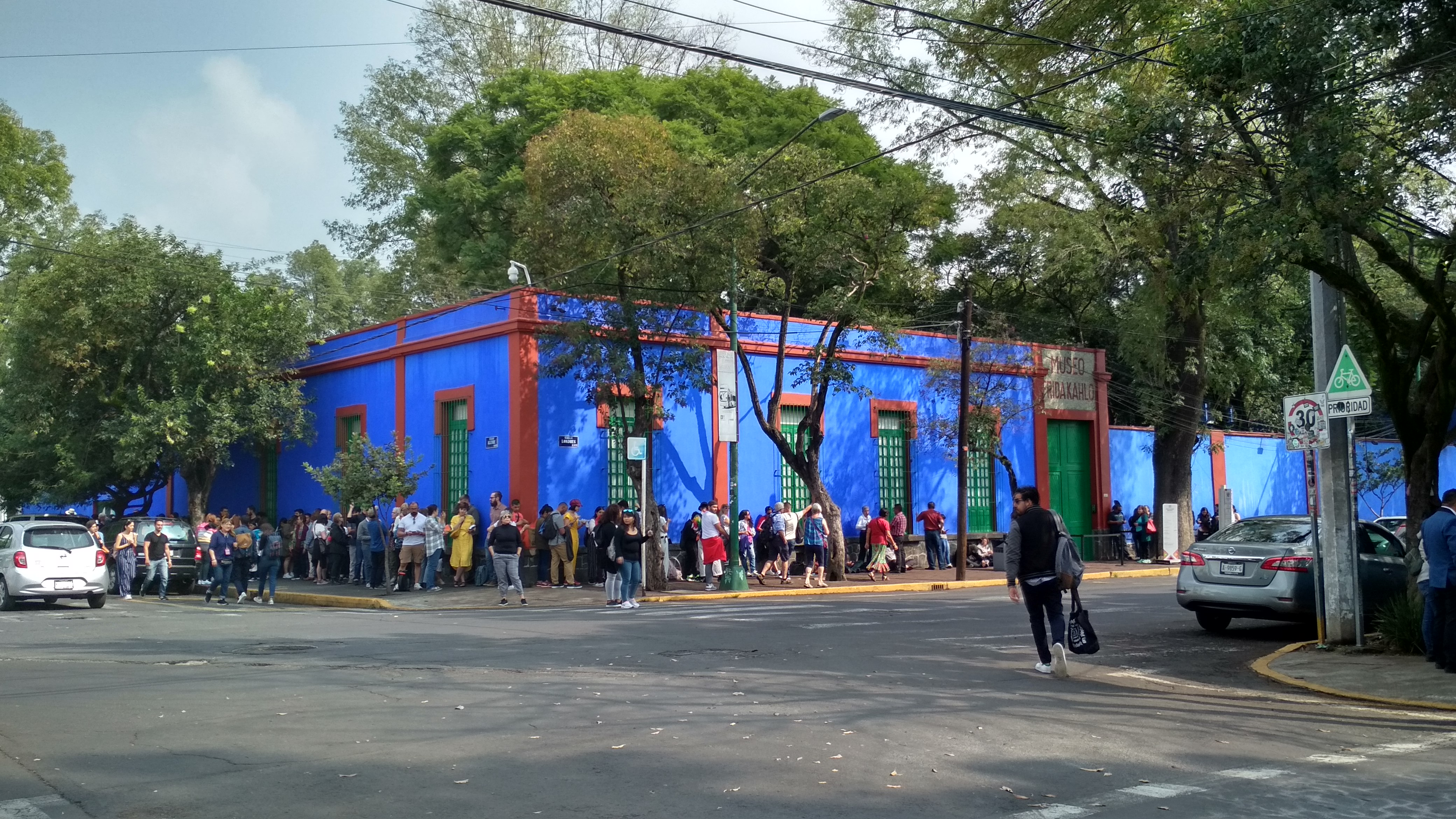
Фасад культового музею Фріди Кало. Довга черга відвідувачей біля музею не рідкість.

## Вілла Койоакан
Щоб відрізнити його від решти району Койоакан, колишню незалежну громаду називають Вілла Койоакан або історичний центр району. Це один з найстаріших районів Мехіко, що складається з 29 кварталів і розташований за 10 км на південь від Площа Конституції в Мехіко (ісп. Zócalo — Зокало, головна площа міста). Район зберіг вузькі бруковані вулички й маленькі площі, які були створені в колоніальний період, і сьогодні він має виразну богемну ідентичність. Більшість будинків у цьому районі – це колишні особняки та заміські будинки, збудовані з колоніальних часів до середини 20 століття. Проєкт громадських просторів у 2005 році визнав цей район одним з найкращих міських просторів для життя в Північній Америці, і це єдиний мексиканський район у цьому списку.

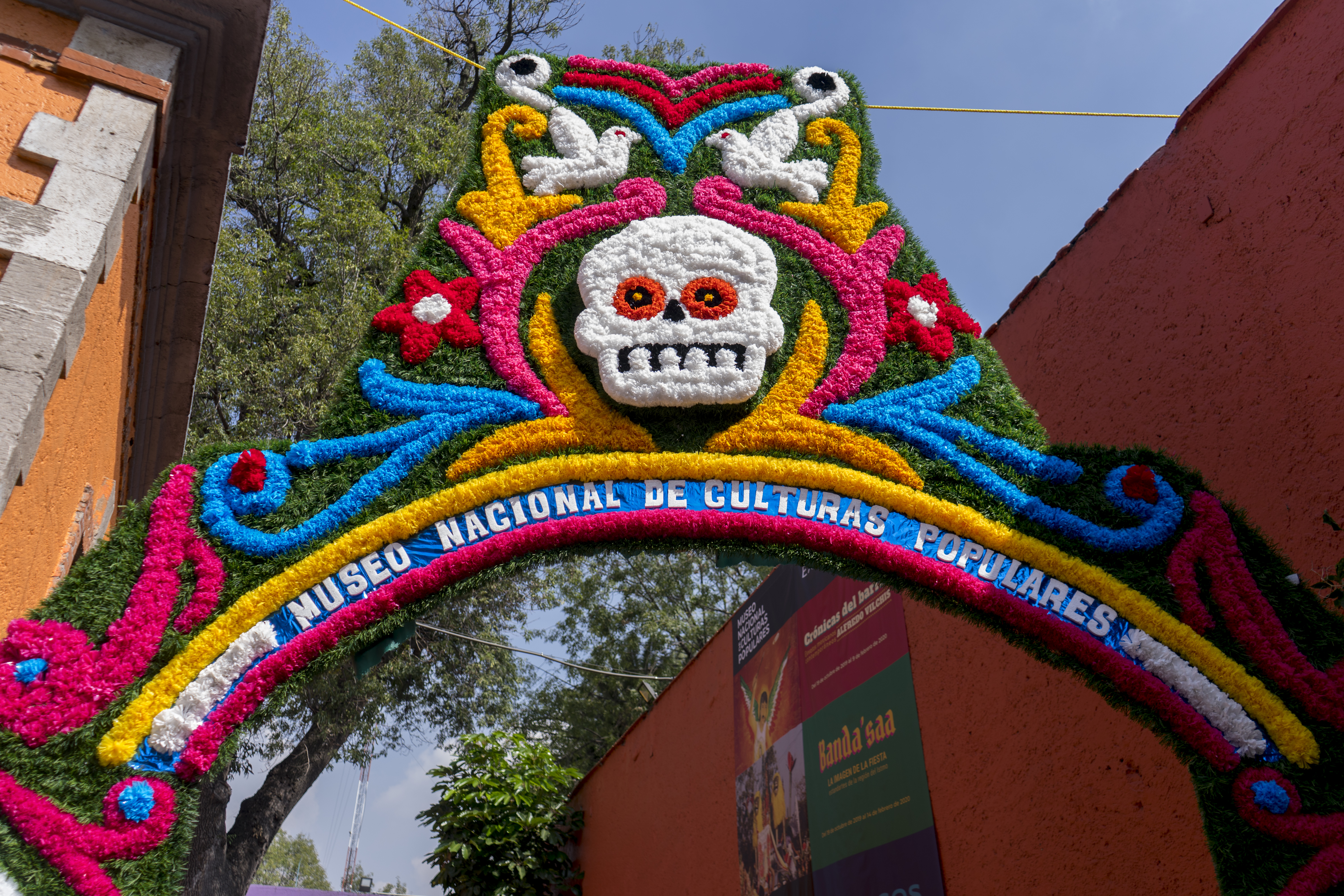
Національному музеї народних культур у Койоакані

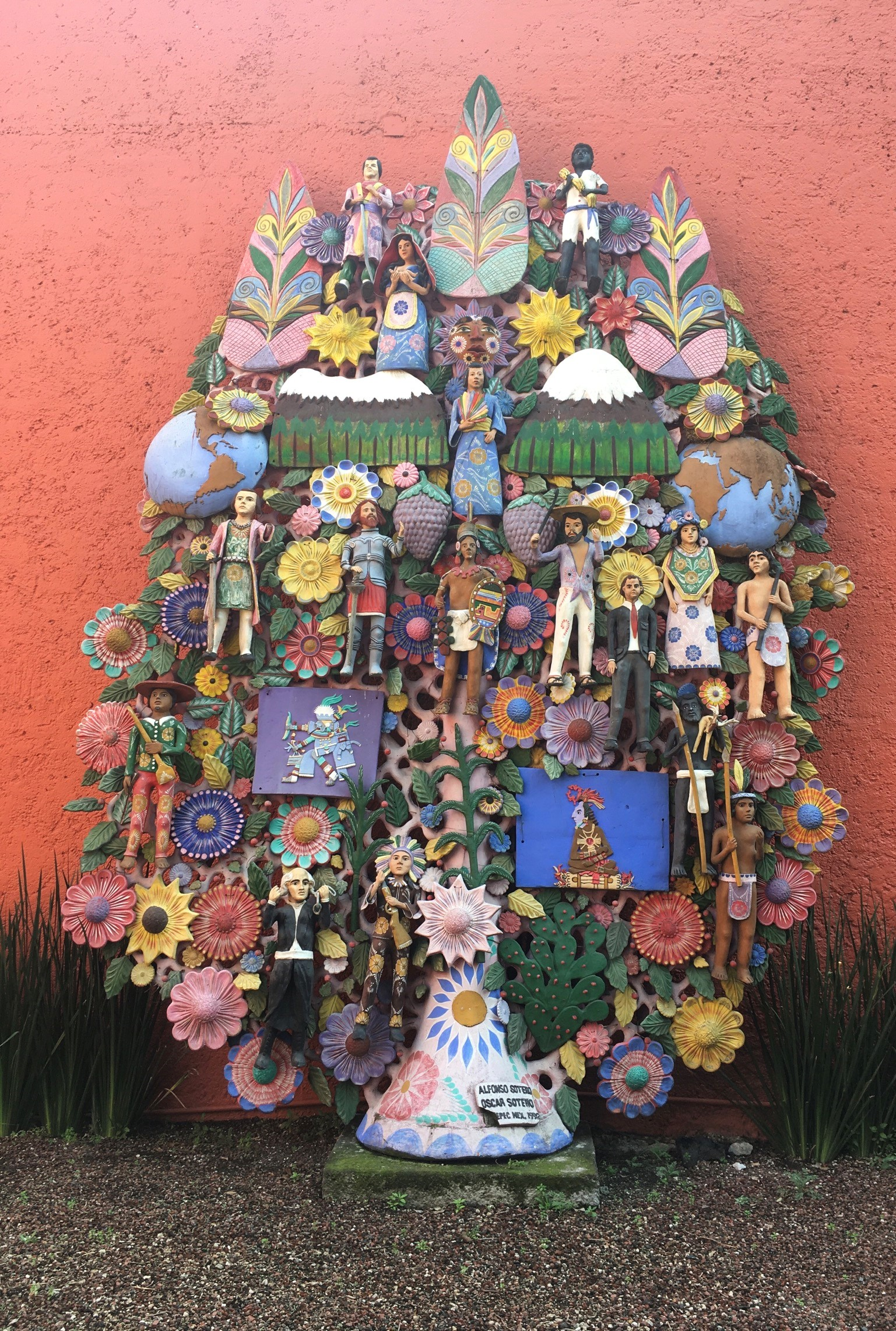
Árbol de la Vida або Дерево життя, створене Альфонсо Сотено та Оскаром Сотено, розташоване в Національному музеї народних культур у Койоакані.

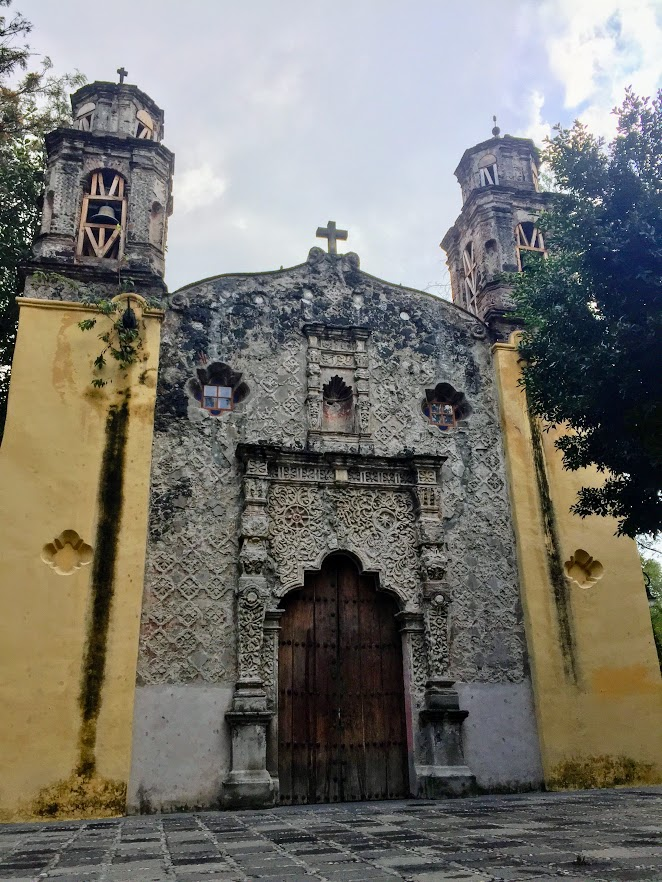
Костел Пречистої Діви Марії, більш відома як церква Ла-Кончіта, розташована на площі Кончіта, де можна насолодитися тихим післяобіднім часом у муніципалітеті Койоакан. Вона була побудована за наказом Ернана Кортеса. Місцезнаходження: Fernández Leal 74, La Concepción, 04020, CDMX.

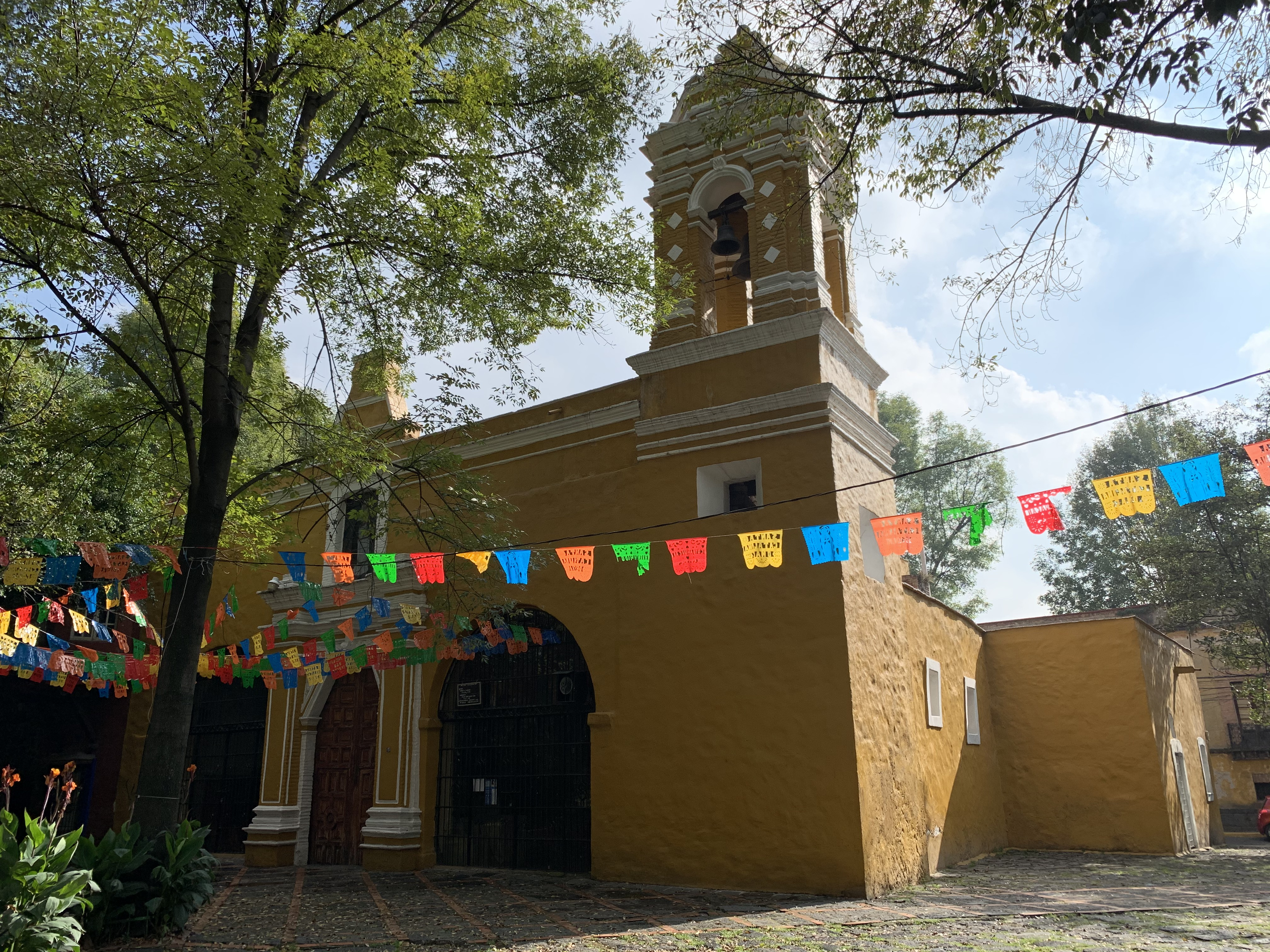
Костел Санта-Катаріна

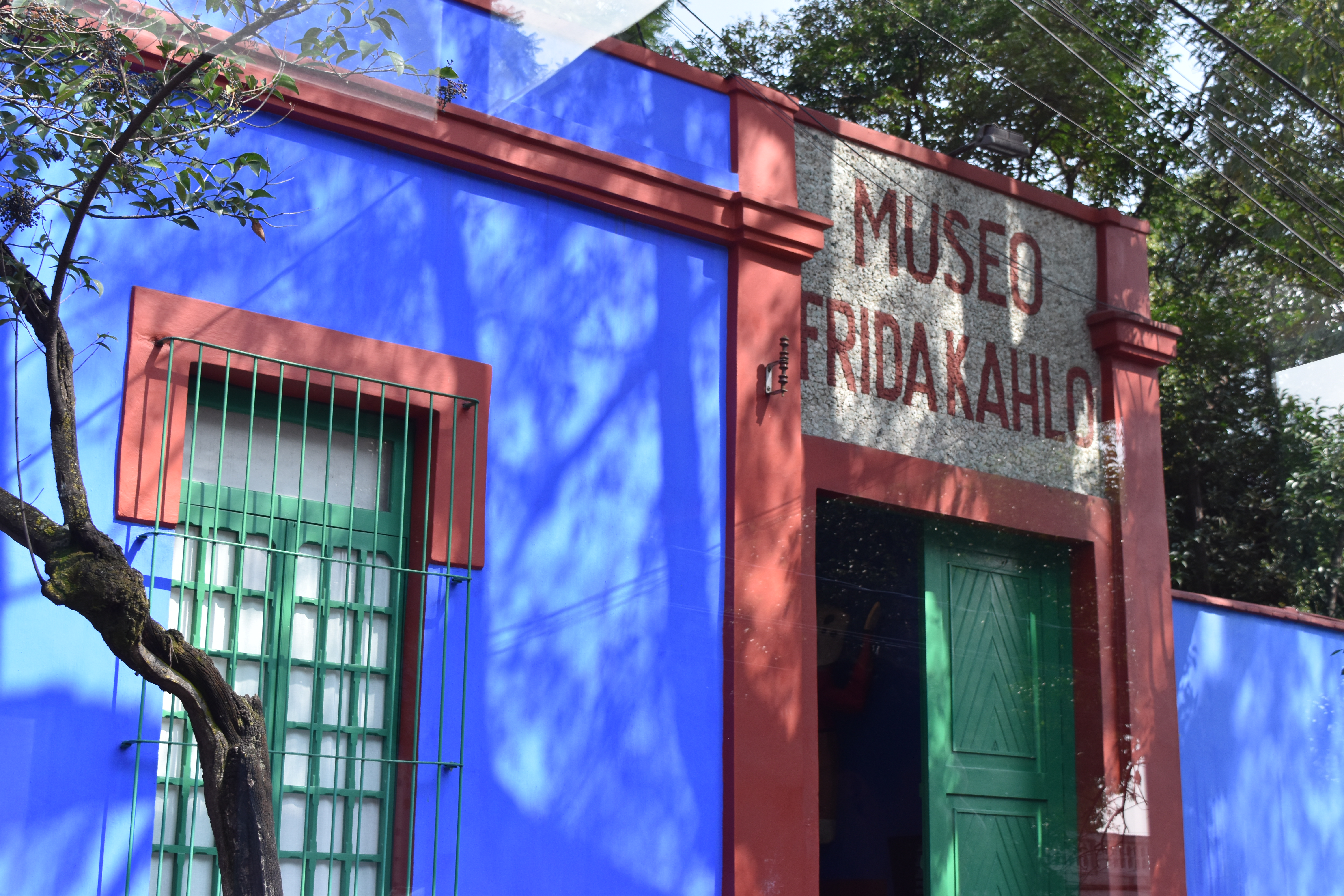
"La casa azul" та/або Музей Фріди Кало

Центр Койоакана відносно спокійний протягом тижня, але у вихідні та свята стає багатолюдним і святковим. Це історичне місце є другим за відвідуваністю в Мехіко після Зокало, особливо популярними є площі-близнюки в його центрі. За даними адміністрації району, кожні вихідні район приймає близько 70 000 людей. Відвідувачі приїжджають, щоб насолодитися сільською атмосферою району, а також численними ресторанами, кафе, кантин, музеями, книжковими магазинами та іншими культурними пам'ятками. Деякі з цих закладів існують вже майже століття. На двох головних площах і менших, наприклад, у сусідньому районі Санта-Катаріна, проходять вистави. Міми, клоуни, музиканти, народні та корінні танцюристи, казкарі та інші вуличні артисти розважають натовп. Продавці пропонують вуличну їжу, таку як морозиво, домашні фруктові напої, ескіте (ароматизовані зерна кукурудзи) та кукурудзу в качанах з майонезом, лаймом, перцем чилі та тертим сиром, батончики з амаранту та різноманітні цукерки. Увечері зазвичай продають гарячі страви, такі як кесаділья, сопе, торти, тостадас, позоле тощо.  

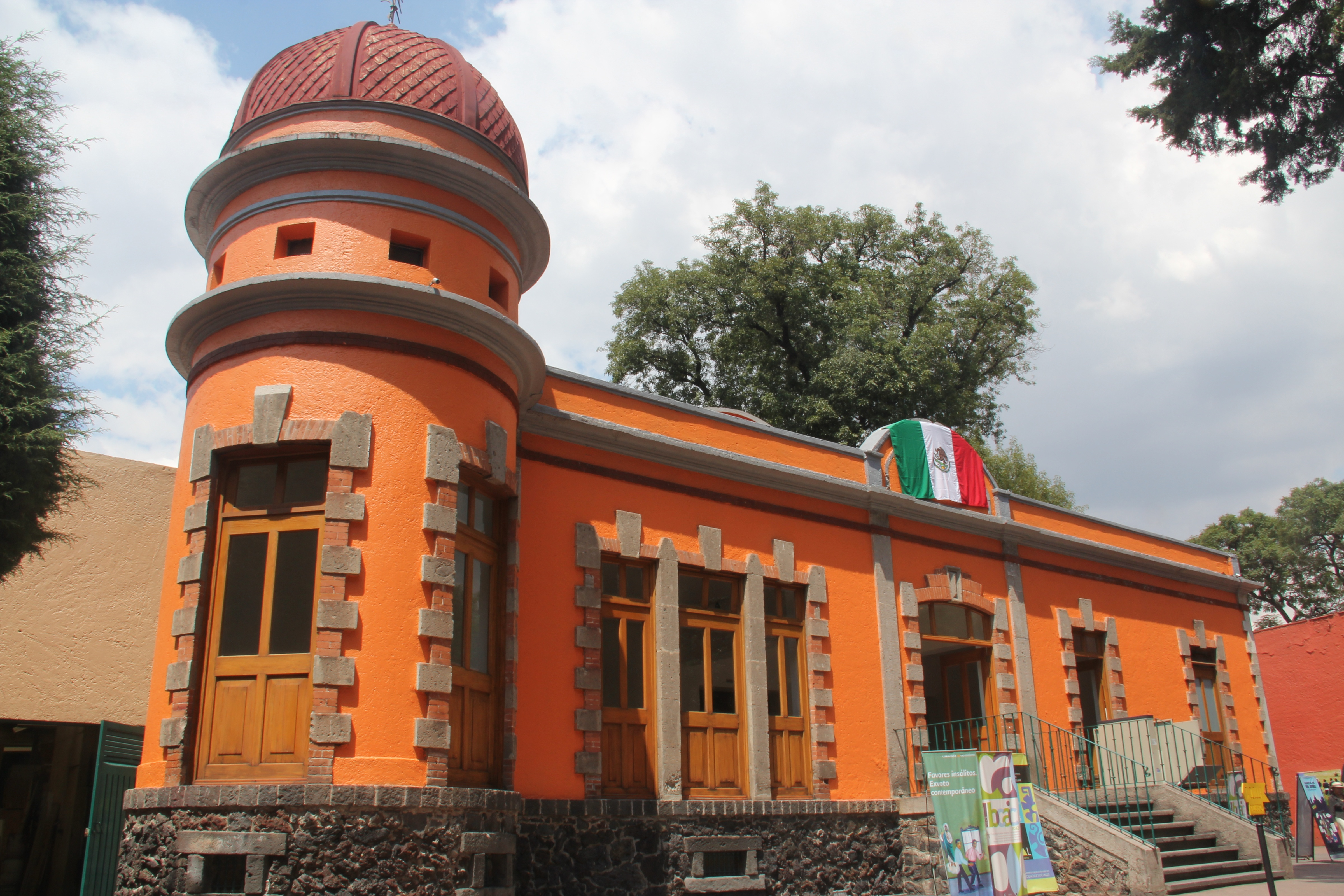
Museo Nacional de Culturas Populares, Coyoacan

## Колонія дель Кармен

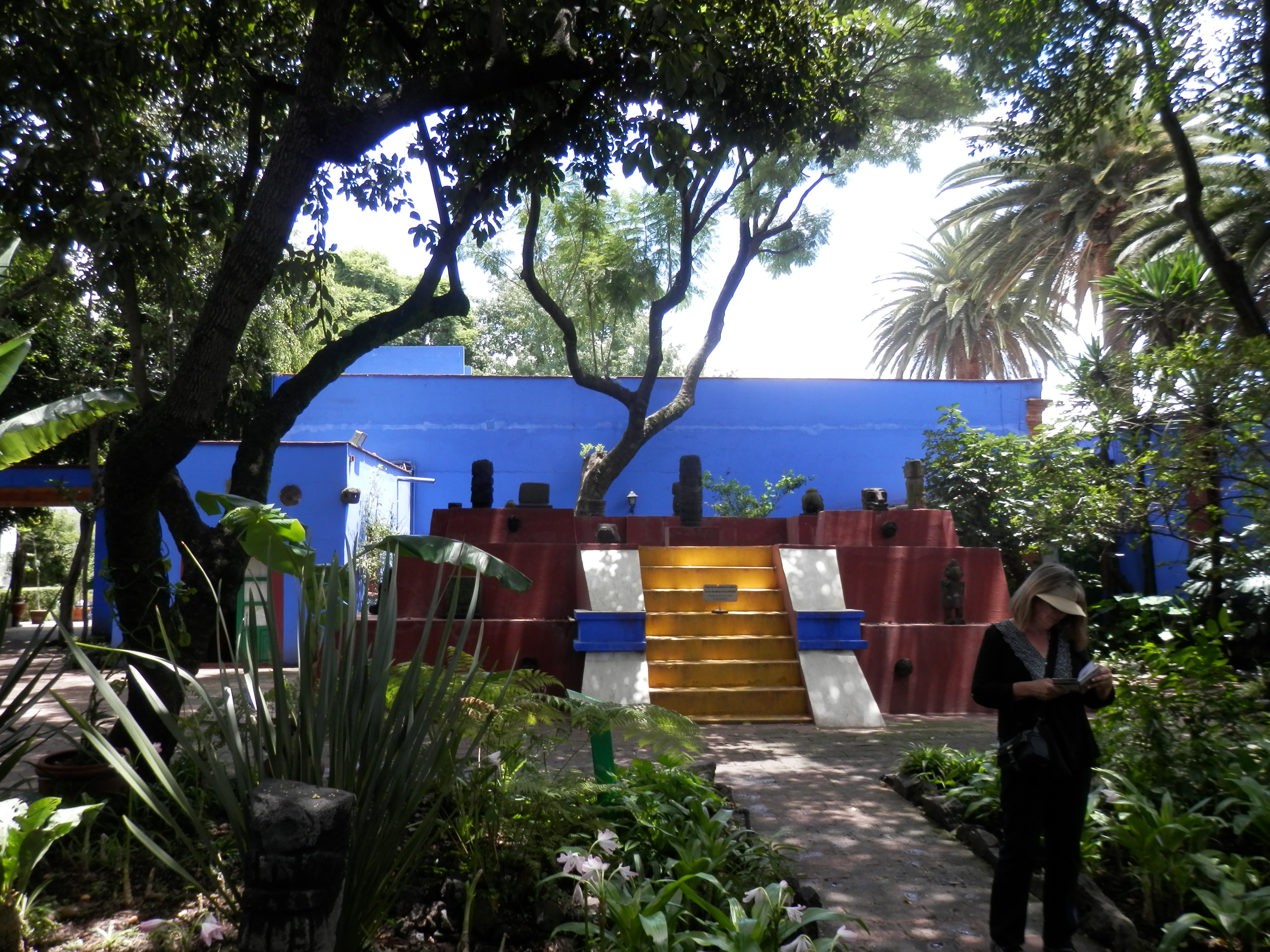
Будинок-музей Фріди Кало

## Музей Анауакаллі

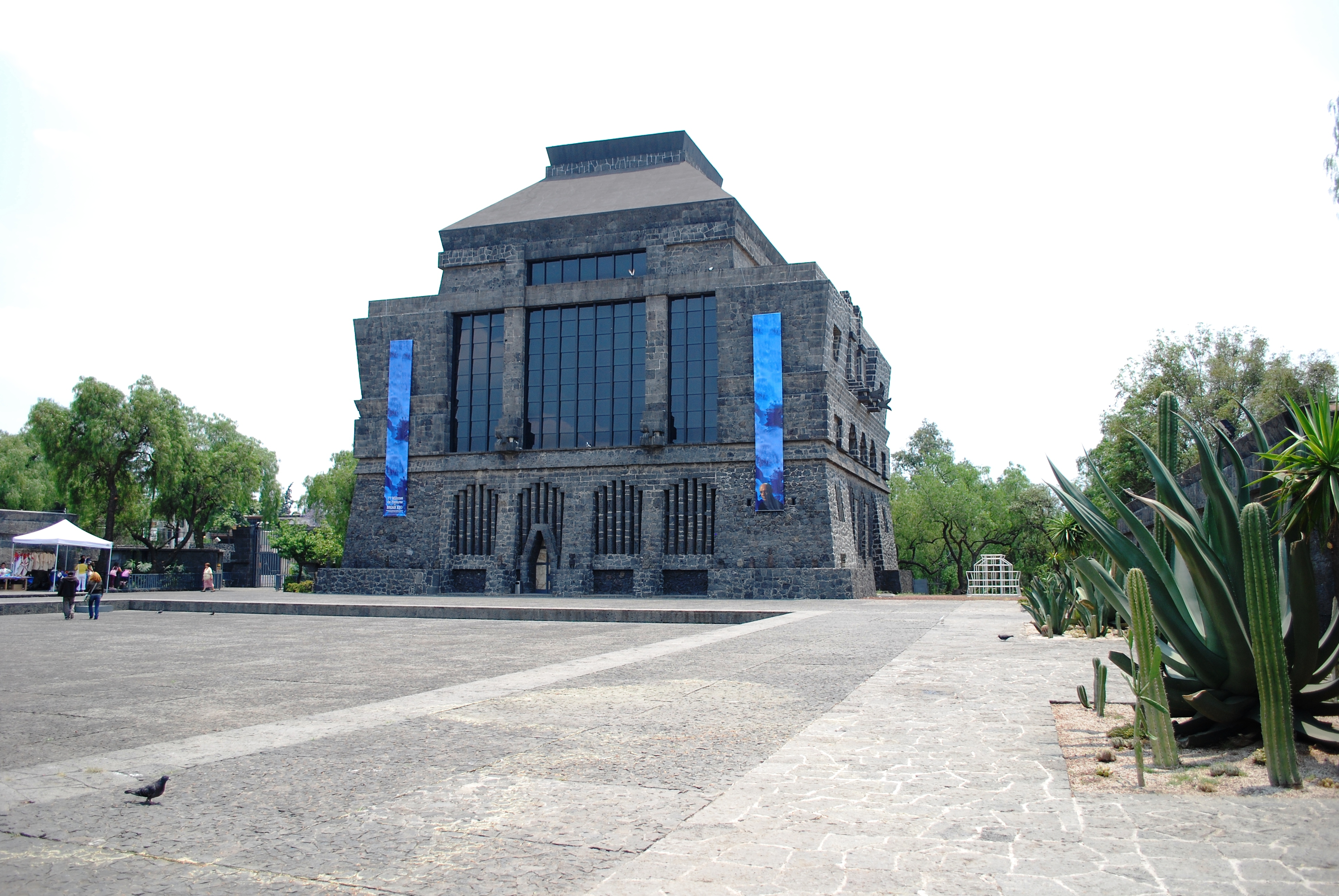
Вид на музей Дієго Рівери Анагуакаллі в Койоакані (Мехіко, Мексика)

Анагуакаллі музей